# عباس البليدي
عباس البليدي (1 يناير 1912 - 19 سبتمبر 1996) هو مغني وممثل وملحن مصري.

## حياته
ولد في دمياط، أشتهر في بداية حياته في حفلات الأفراح. درس في معهد الموسيقى في مصر، ثم إنضم إلى الإذاعة الأهلية في بداية الثلاثينيات، ثم انضم إلى الإذاعة الرسمية عام 1934 ، قدم على المسرح أوبريت ألف ليله وليله.

## أعماله
- ادينى عقلك -1952
- لك يوم يا ظالم - 1951
- أنا بنت ناس -1951
- عـنتر وعبلة - 1945
- الإيـمـان - 1952